# اگلیسیا آنتیگو (تگزاس)
اگلیسیا آنتیگو (به انگلیسی: Iglesia Antigua) یک منطقهٔ مسکونی در ایالات متحده آمریکا است که در تگزاس واقع شده‌است. اگلیسیا آنتیگو ۵٫۶ کیلومتر مربع مساحت و ۴۱۳ نفر جمعیت دارد و ۱۹٫۸۱ متر بالاتر از سطح دریا واقع شده‌است.